# Krzeczanowo
Krzeczanowo – wieś w Polsce położona w województwie mazowieckim, w powiecie żuromińskim, w gminie Siemiątkowo. Ma status sołectwa.
W latach 1954–1959 wieś należała i była siedzibą władz gromady Krzeczanowo, po jej zniesieniu w gromadzie Unieck. W latach 1975–1998 miejscowość administracyjnie należała do województwa ciechanowskiego.